# ウーゴ・ヴィアナ
ウーゴ・ミゲル・フェレイラ・ヴィアナ（Hugo Miguel Ferreira Viana, 1983年1月15日 - ）は、ポルトガル・バルセロス出身の元サッカー選手。元ポルトガル代表である。ポジションは攻撃的ミッドフィールダー、セントラル・ミッドフィールダー。

## クラブ経歴

### スポルティングCP
ポルトガル北部のブラガ県・バルセロスに生まれたが、首都リスボンのスポルティングCPからデビューした。2001-02シーズンは活躍し、ヨーロッパ最優秀若手選手賞を受賞した。

### ニューカッスル・U
2002年夏、19歳のヴィアナはイングランド・プレミアリーグのニューカッスル・ユナイテッドFCに移籍した。移籍金は1200万ユーロ。2シーズンの間にUEFAチャンピオンズリーグのFKジェリェズニチャル・サラエヴォ戦 とフェイエノールト戦、プレミアリーグのバーミンガム・シティFC戦 とウェストブロムウィッチ・アルビオンFC戦 の4試合で得点したが、レギュラーに定着することはできず、2004-05シーズンは古巣スポルティングCPにレンタル移籍した。スポルティングで本来の調子を取り戻し、同シーズンのUEFAカップでは決勝に進出した。2005年夏、スペイン・リーガ・エスパニョーラのバレンシアCFにレンタル移籍した。

### バレンシアCF
2006年3月には移籍金150万ポンドでバレンシアCFに完全移籍したと報道された。2006-07シーズンはキケ・サンチェス・フローレス監督がダビド・アルベルダとルベン・バラハのコンビを好んだため、ヴィアナはトップチームでの居場所を見つけるのに苦労した。それでもリーグ戦19試合に出場して才能の片鱗を見せ、ポルトガル代表での地位を保った。2007年8月にはCAオサスナにレンタル移籍したが、不幸にもプレシーズン中に深刻な怪我を負って4ヶ月間離脱した。復帰してからも、すでにレギュラーが確立されていたチームで活躍することはできなかったが、12月23日のRCDマジョルカ戦 (3-1) では移籍後初得点を決めた。36節から最終節までの3試合にはすべて出場し、17位でセグンダ・ディビシオン（2部）降格を回避したが、2007-08シーズンの先発出場は1試合に終わった。2008年夏にはバレンシアCFに復帰したが、2008-09シーズンはウナイ・エメリ新監督の構想から完全に外れ、UEFAカップ4試合とコパ・デル・レイ数試合に出場しただけであった。
2009年7月31日、SCブラガにレンタル移籍し、3シーズンぶりにポルトガルのクラブに復帰した。リーグ戦序盤は首位に立ち、8月30日のCFベレネンセス戦 (3-1) では2得点を記録した。10月31日、首位を争っていたSLベンフィカとの試合 (2-0) では直接フリーキックを決め、マン・オブ・ザ・マッチの称号を得た。2010年1月にルイス・アギアルが加入してからは出場機会が減少したが、28試合に出場して4得点5アシストを記録し、クラブ史上最高位の2位に貢献した。

### SCブラガ

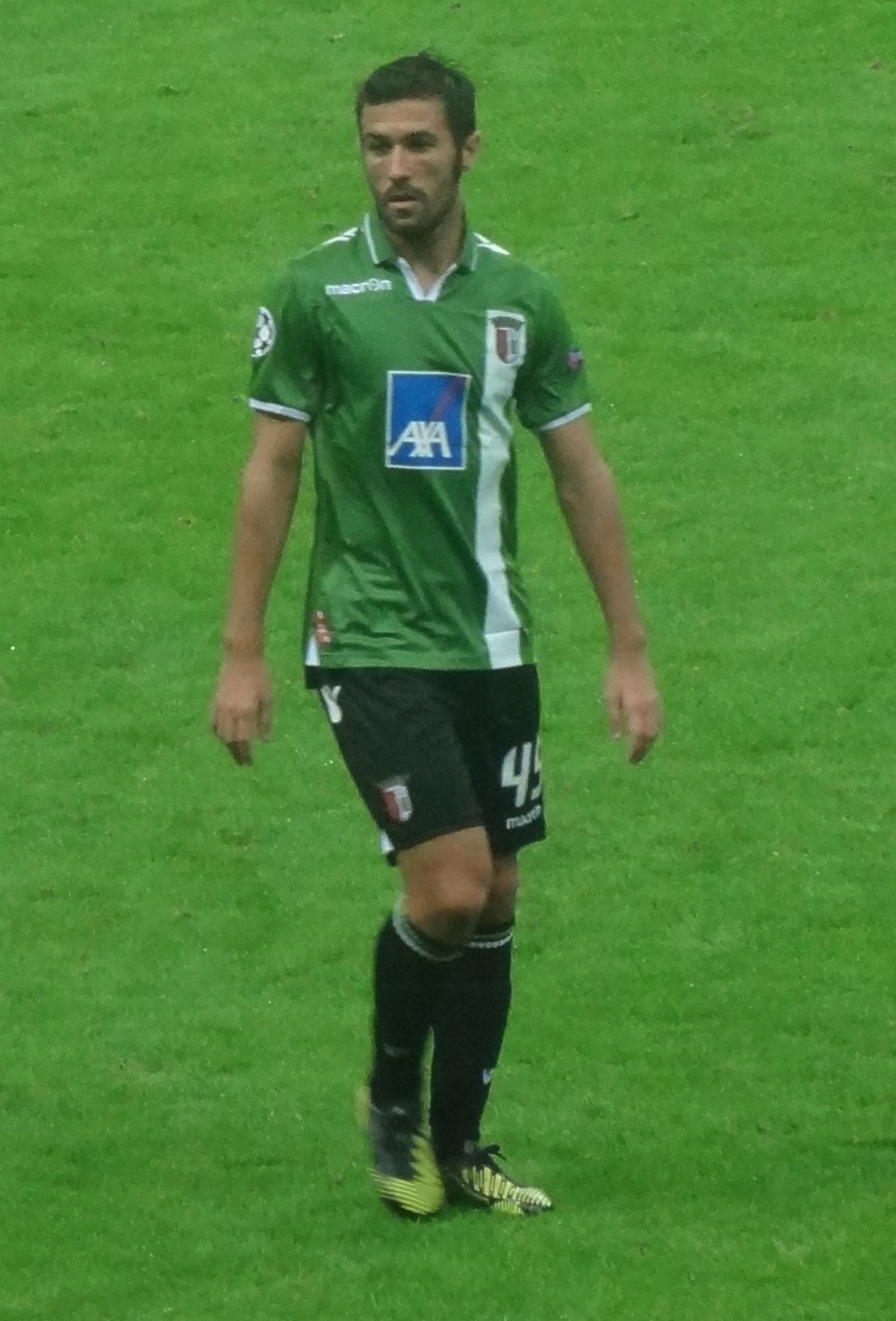
ブラガでのヴィアナ（2012年）

2010年夏にSCブラガに完全移籍すると、2010-11シーズンもドミンゴス・パシエンシア監督の下でレギュラーの座を獲得し、2011年3月6日のSLベンフィカ戦 (2-1) では再び直接フリーキックで同点弾を決めた。UEFAヨーロッパリーグでは決勝トーナメントの9試合すべてに先発出場し、決勝で同じポルトガルのFCポルトに敗れたものの、準優勝と奮闘した。

### アル・アハリ
2013年5月、恩師キケ・フローレスが監督を務めるUAEリーグ・アル・アハリへの移籍が合意。

### アル・ワスル
2015年1月19日、アル・ワスルFCに移籍した。退団後、2016年10月13日に現役引退を発表した。

## 代表経歴
2001年11月14日、アンゴラとの親善試合 (5-1) でポルトガル代表デビューした。2002年に日本と韓国で共催された2002 FIFAワールドカップの際には、出場停止のダニエル・ケネディに代わって大会直前にメンバー入りしたが、本大会での出場機会はなかった。2004年にはU-23ポルトガル代表としてアテネオリンピックに出場した。UEFA EURO 2004後にポルトガルA代表に復帰し、背番号10を付けて臨んだ2006 FIFAワールドカップでは2試合に途中出場した。2007年6月以降は約5年間代表から遠ざかっていたが、2012年5月23日、負傷離脱したカルロス・マルティンスの代役としてUEFA EURO 2012に出場するポルトガル代表メンバーに加わった。

## 代表歴

### 出場大会
- U-23 ポルトガル代表
  - 2004年 アテネオリンピック
- ポルトガル代表
  - 2002年 2002 FIFAワールドカップ
  - 2006年 2006 FIFAワールドカップ
  - 2012年 UEFA EURO 2012

### 試合数
- 国際Aマッチ 29試合 1得点（2001年-2012年）[15]

| ポルトガル代表 | 国際Aマッチ | 国際Aマッチ |
| 年             | 出場        | 得点        |
| -------------- | ----------- | ----------- |
| 2001           | 1           | 0           |
| 2002           | 5           | 0           |
| 2003           | 4           | 0           |
| 2004           | 2           | 0           |
| 2005           | 6           | 1           |
| 2006           | 5           | 0           |
| 2007           | 3           | 0           |
| 2008           | 0           | 0           |
| 2009           | 0           | 0           |
| 2010           | 0           | 0           |
| 2011           | 0           | 0           |
| 2012           | 3           | 0           |
| 通算           | 29          | 1           |

### 得点
| # | 日時           | 場所   | 相手     | スコア | 結果 | 大会                                    |
| - | -------------- | ------ | -------- | ------ | ---- | --------------------------------------- |
| 1 | 2005年10月12日 | ポルト | ラトビア | 3-0    | 3-0  | 2006 FIFAワールドカップ・ヨーロッパ予選 |

## タイトル

### クラブ
スポルティングCP
- スーペル・リーガ 2001-02
- タッサ・デ・ポルトガル 2001-02

SCブラガ
- タッサ・ダ・リーガ 2012-13

アル・アハリ
- アラビアン・ガルフ・リーグ 2013-14

### 個人
- Medal of Merit, Order of the Immaculate Conception of Vila Viçosa (House of Braganza)[16]